# Вила Сант'Антонио
Вила Сант'Антонио (итал. Villa Sant'Antonio) је насеље у Италији у округу Ористано, региону Сардинија.
Према процени из 2011. у насељу је живело 364 становника. Насеље се налази на надморској висини од 240 м.

## Становништво
| 1931. | 1936. | 1951. | 1961. | 1971. | 1981. | 1991. | 2001. | 2011. |
| ----- | ----- | ----- | ----- | ----- | ----- | ----- | ----- | ----- |
| 638   | 685   | 708   | 813   | 751   | 563   | 521   | 454   | 382   |